# Јаник Сајденберг
Јаник Сајденберг (  — Филинген-Швенинген, 11. јануар 1984) професионални је немачки хокејаш на леду који игра на позицијама левокрилног нападача.
Члан је сениорске репрезентације Немачке за коју је на међународној сцени дебитовао на светском првенству 2006. године.
Са екипом Минхена освојио је титулу првака Немачке у сезони 2015/16.
Његов старији брат Денис такође је професионални хокејаш.